# Tour Saint-Trohé

## Localisation
La tour Saint-Trohé est une des tours anciennes, vestiges des remparts de la ville de Nevers, en France.
Adresse : rue du Moulin d'Écorce

## Architecture
Elle se trouve au bord de la rivière Nièvre. C'est un édifice fortifié du XVe siècle.

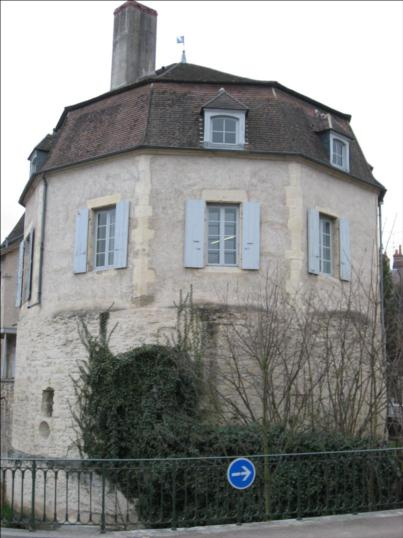
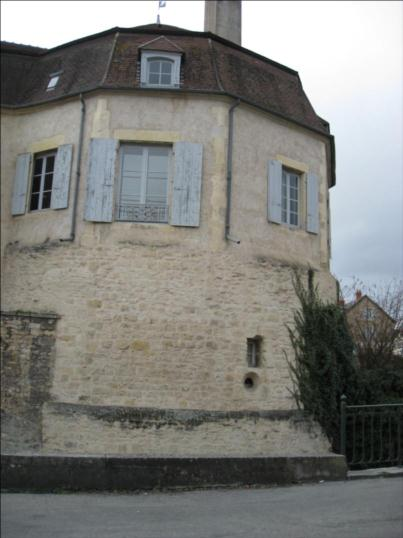
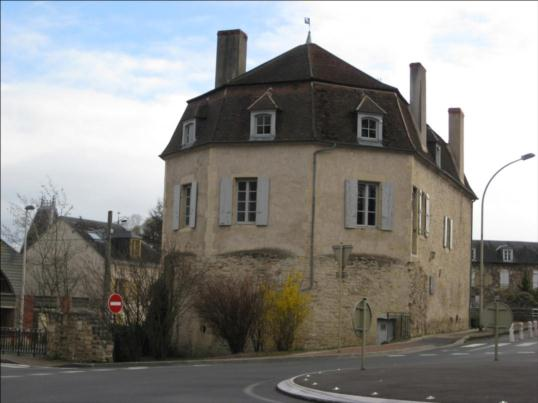
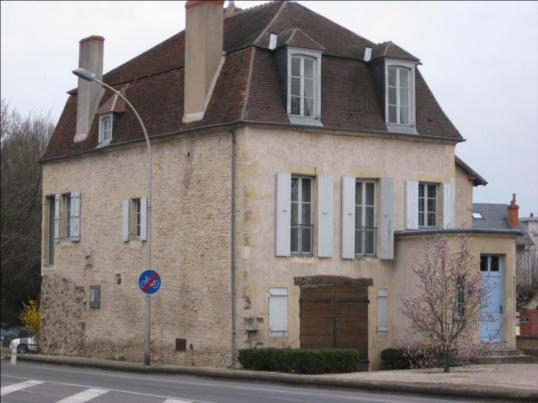
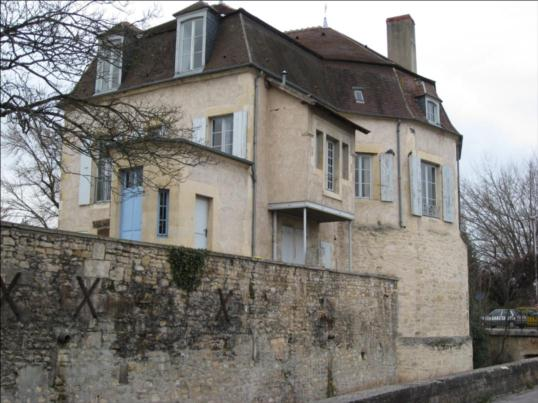
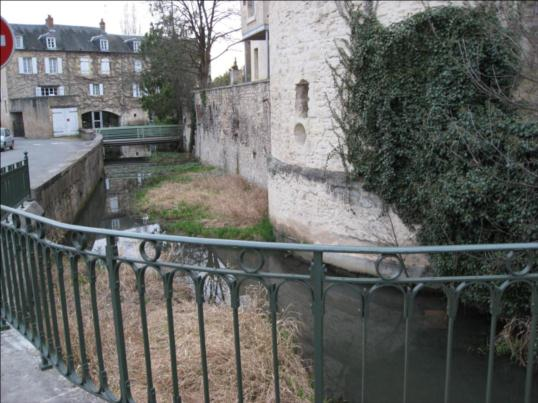